# Прохорович Єрмолай Васильович
Єрмолай Васильович Прохорович (нар.21 серпня 1884, Болотниця Прилуцький повіт Полтавська губернія—  пом.1983, Москва) — головний лікар Морозовської дитячої лікарні (1942—1963), Заслужений лікар РРФСР, Лауреат Державної премії СРСР.

## Життєпис

### Родина
Народився 9 (21) серпня 1884 року в козацькій родині.

### Навчання
Закінчив Андріївську сільськогосподарську школу, яка розташовувалася у Маяцькій волості Кобеляцького повіту Полтавської губернії.
1905 року допущений до іспитів зрілості у чоловічій гімназії міста Златопіль, успішно їх склав і отримав атестат за № 867.

### Трудова діяльність

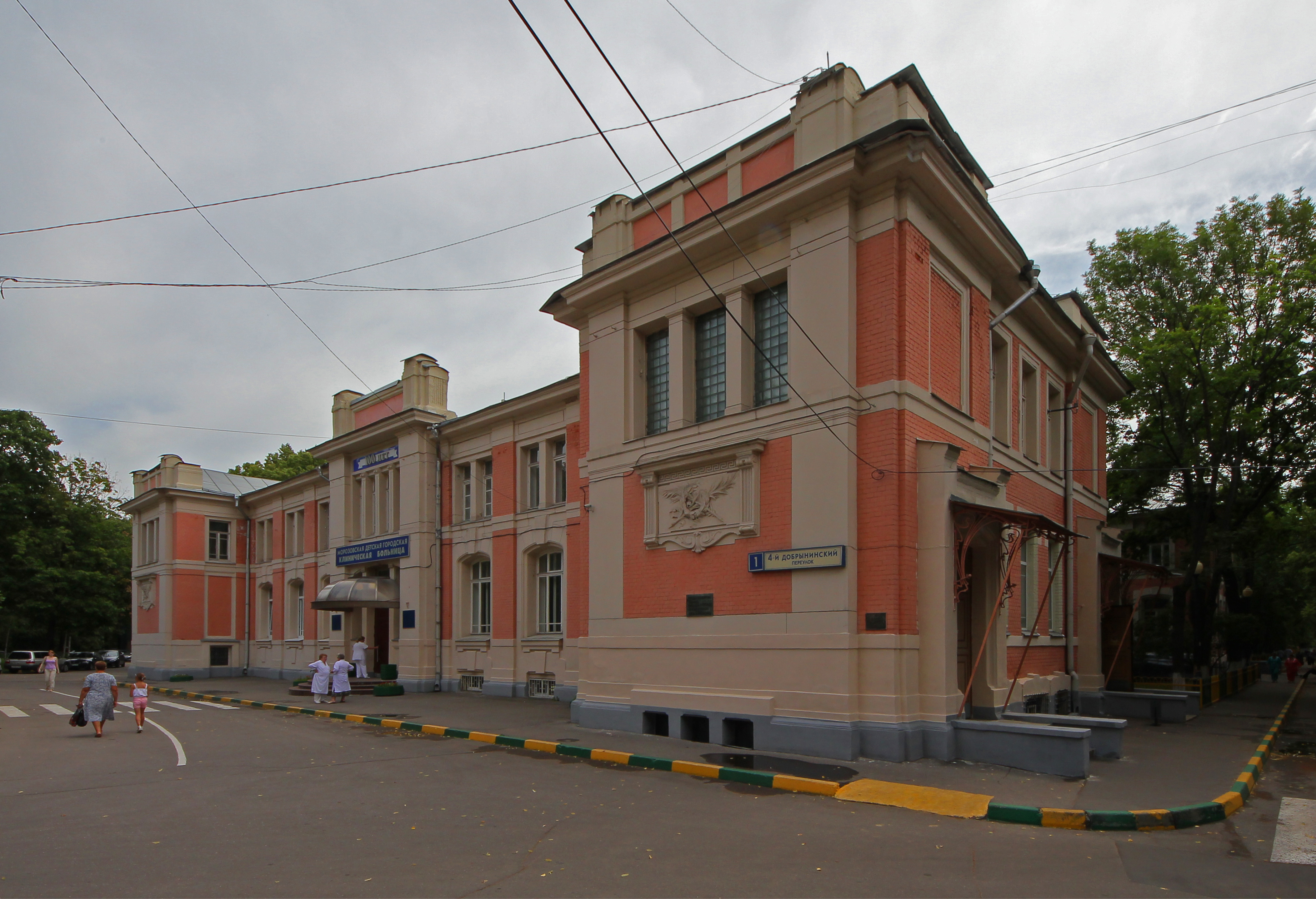
Морозовська дитяча лікарня

Закінчив медичний факультет Київського університету Святого Володимира.
В історичних архівах згадується як міський лікар міста Владимир з 1914 принаймні по 1916 рік.
У 1930-ті роки — репресований, чекістські кати катували його лампою, яка яскраво світила в очі. Показів вибити не змогли. До кінця життя йому було боляче дивитися на світло, він постійно сидів із закритими очима, всім здавалося, що він спить.
З 1942 по 1963 рік — Головний лікар Морозовської дитячої лікарні (Замоскворіччя, 4-й Добрининський пров., буд. 1/9). У важкі воєнні роки згуртував колектив лікарні. У 1943 році з його ініціативи було відкрито неврологічне відділення. У повоєнні роки під його керівництвом було організовано низку спеціалізованих відділень: очне, отоларингологічне, відділення новонароджених, ендокринологічне, міська консультативна поліклініка, санаторій для хворих на ревматизм.
Справі організації охорони здоров'я присвятив 50 років.

### Сім'я
Діти:
- Тетяна Єрмолаївна Прохорович (1909–1996), архітектор;
- Людмила Єрмолаївна Прохорович (1910–2009), харчовий мікробіолог (МНДІХП), кандидат технічних наук, шахістка;
- Тарас Єрмолайович Прохорович (1929–1973), шахіст, майстер спорту.

### Останні роки життя
Помер 1983 року у Москві.

## Нагороди
- Лауреат Державної премії
- Заслужений лікар РРФСР
- Орден Леніна
- Орден Трудового Червоного Прапора
- Медаль «За доблесну працю у Великій Вітчизняній війні 1941—1945 рр.»